# Pinus foisyi
Espèce
Pinus foisyi est une espèce éteinte de conifères de la famille des Pinaceae.